# Omanonabis
Omanonabis is een geslacht van wantsen uit de familie van de Nabidae (Sikkelwantsen). Het geslacht werd voor het eerst wetenschappelijk beschreven door Asquith and Lattin in 1991 .

## Soorten
Het genus is monotypisch en bevat alleen de volgende soort:

- Omanonabis lovettii (Harris, 1925)